# Aktion Lebendiges Deutsch
Die Aktion Lebendiges Deutsch war eine von 2006 bis 2010 laufende Aktion, die für „Vertrauen in die deutsche Muttersprache“ und die Vermeidung eines „Übermaß[es]“ Anglizismen werben sollte. Die Initiatoren – der Statistiker Walter Krämer, der Deutschlehrer und Präsident des Deutschen Lehrerverbands Josef Kraus, der Journalist Wolf Schneider und der Diplomat und frühere Germanist Cornelius Sommer – wollten monatlich Vorschläge für deutsche Wörter sammeln und auswählen, die Anglizismen ersetzen sollten. Der Einsendeschluss für die letzten Ersetzungsvorschläge war der 31. Dezember 2009.
Daneben publizierten die Initiatoren auch Schriften, u. a. 2010 das Werk Deutsch lebt! Ein Appell zum Aufwachen. Den Vorwurf der Deutschtümelei wiesen sie mit der Begründung zurück, „[g]erade die Nazis“ hätten „das Deutsche internationaler machen“ wollen, indem sie die Fraktur und Sütterlinschrift verboten.
Die Aktion wurde u. a. von Teilen der Presse und Sprachpflegevereinen unterstützt. In Nürnberg rief das „Sprachbündnis Franken“ zur Teilnahme an der Aktion auf. Die Nürnberger Nachrichten unterstützten die Initiative, indem sie ein englisches oder pseudoenglisches Wort vorstellen und im folgenden Monat die Auflösung liefern.

## Prominente Unterstützer
- Helmut Glück, Professor für deutsche Sprachwissenschaft, Universität Bamberg, und Vorstandsmitglied der Stiftung Deutsche Sprache
- Hans-Olaf Henkel, ehem. Präsident des Bundesverbands der Deutschen Industrie
- Paul Kirchhof, Direktor des Instituts für Finanz- und Steuerrecht der Universität Heidelberg
- Ulrich Knoop, Leiter des Deutschen Seminars I der Universität Freiburg
- Christian Meier, ehem. Präsident der Deutschen Akademie für Sprache und Dichtung
- Horst Haider Munske, ehem. Leiter des Instituts für Germanistik, Universität Erlangen-Nürnberg
- Norbert Lammert, Bundestagspräsident
- Reinhard Mey, Liedermacher
- Helmut Schäfer, Staatsminister im Auswärtigen Amt a. D.
- Gert Ueding, Direktor des Seminars für Allgemeine Rhetorik, Universität Tübingen
- Harald Weinrich, Sprachwissenschaftler

## Vorschläge (Auswahl)
| Anglizismus          | Ersetzungsvorschlag | Bereits etablierter Begriff, sonstige Hinweise |
| Airbag               | Prallkissen         | |
| All you can eat      | Essen nach Ermessen | Buffet |
| Bad Bank             | Giftbank            | Auffangbank |
| das Burn-out-Syndrom | ausgebrannt         | Hinweis: Das Substantiv „Burn-out“ bezeichnet einen konkreten medizinischen Inhalt, der mit dem semantisch unbestimmteren „ausgebrannt sein“ nicht vermittelt wird. |
| Brainstorming        | Denkrunde           | |
| chatten              | netzplaudern        | Hinweis: „Chatten“ bezieht sich im Deutschen (anders als im Englischen) primär auf die Form der Kommunikation, nicht auf den Inhalt; man kann auch über komplexe juristische Details „chatten“. |
| Computer             | Rechner             | Rechner |
| Countdown            | Startuhr            | Herunterzählen |
| Cursor               | Blinker             | Einfügemarke |
| Callcenter           | Rufdienst           | Hinweis: Ein „Callcenter“ ist eine Abteilung oder ein Unternehmen, kein Dienst |
| Dumpinglohn          | Hohnlohn            | Hungerlohn, Niedriglohn. Hinweis: Weder „Niedrig-“ noch „Hohn-“ transportieren den Aspekt der Unterbietung. |
| Fast Food            | Schnellkost         | Imbissessen, Imbisskost |
| Happy Hour           | Blaue Stunde        | Hinweis: „Blaue Stunde“ ist bisher völlig anders besetzt, bei Durchsetzung des Vorschlags entstünde ein Polysem. |
| Homepage             | Startseite          | Webseite, Internetseite. Hinweis: Für die engere Bedeutung (Ausgangsseite einer Website) ist „Startseite“ im Deutschen bereits weitgehend etabliert; heute wird „Homepage“ im Deutschen überwiegend als Synonym für eine (technisch aus mehreren Seiten bestehende) „Website“, „Webauftritt“ usw. verwendet, sodass „Startseite“ kein sinnvoller Ersatz wäre. |
| Hotline              | Telefonnummer       | Hinweis: Eine „Hotline“ ist eine Serviceeinrichtung; „Hotline“ verhält sich zu „Telefonnummer“ wie „Beratungsstelle“ zu „Adresse“. |
| Jackpot              | Glückstopf          | (Spiel-)Topf |
| Jobcenter            | Stellenbörse        | Hinweis: Ein „Jobcenter“ ist keine Stellenbörse, sondern eine Behörde. |
| Laptop               | Klapprechner        | |
| No-go-Area           | Meidezone           | Rechtsfreier Raum, Angstraum |
| online / offline     | im Netz/vom Netz    | |
| Pay-TV               | Zahlkanal           | Bezahlfernsehen. Hinweis: „Pay-TV“ und „Bezahlfernsehen“ bezeichnen einen abstrakten Begriff (das Prinzip, für Fernsehprogramme zu zahlen, oder die Gesamtheit aller nach diesem Prinzip funktionierenden Angebote), keine konkreten Kanäle oder Sender. |
| Public Viewing       | Fußballkino         | Hinweis: Obwohl im Deutschen durch die Fußball-WM 2006 etabliert, ist „Public Viewing“ nicht grundsätzlich auf Fußballübertragungen beschränkt, sondern kann sich auch auf andere Sportarten oder Veranstaltungen beziehen. |
| Slogan               | Spruch              | Motto, Wahlspruch, Werbespruch |
| to go                | Geh-                | zum Mitnehmen |
| Coffee to go         | Gehkaffee           | Kaffee zum Mitnehmen |
| Smalltalk            | Plauderei           | Alltagsgespräch, Plauderei, Schwatzen, Quatschen, Tratschen, Plauschen, Plaudern, Plausch u. v. a. |
| Workshop             | Arbeitstreff        | Werkstatt |